# بيراليدا دي سان رومان
بلدية بيراليدا دي سان رومان (بالإسبانية: Peraleda de San Román)‏، هي بلدية تقع في مقاطعة قصرش والتي تقع في منطقة إكستريمادورا، غرب إسبانيا.
يبلغ عدد سكانها 391 نسمة وفقاً لإحصائية سنة (2002).